# 半粒毛肌蛤
半粒毛肌蛤（学名：Trichomusculus semigranata），是贻贝目壳菜蛤科毛肌蛤属的一种。主要分布于韩国、中国大陆，常栖息在潮间带至潮下带水深30米。